# Filips I van Frankrijk
Filips I (Champagne-et-Fontaine, 23 mei 1052 – Melun, 29 juli 1108) was koning van Frankrijk van 4 augustus 1060 tot 1108. Hij was de zoon van Hendrik I van Frankrijk (1008-1060) en Anna van Kiev (1024-1075).
Filips werd in 1059 al tot koning van Frankrijk gewijd en op 4 augustus 1060 (8 jaar oud) gekroond. Zijn moeder en zijn oom, Boudewijn V, graaf van Vlaanderen, waren gezamenlijk regent. Toen Anna in 1061 hertrouwde met Rudolf van Valois werd haar positie aan het hof onmogelijk en moest ze haar positie opgeven. In 1066 werd Filips meerderjarig verklaard en kon zijn zelfstandig regeren beginnen. 

## Politiek
Tijdens de eerste 25 jaar van zijn bewind was Filips volop bezig om zijn binnenlandse positie te versterken, ten koste van de grote leenmannen in het noorden van Frankrijk. Hierin was hij niet altijd succesvol. Een overzicht van de belangrijkste gebeurtenissen:
- 1068: Filips verwierf de Gâtinais in ruil voor zijn steun aan Fulco IV van Anjou
- 1071: Filips verloor de slag bij Kassel tegen Robrecht I de Fries die de macht in Vlaanderen had gegrepen ten koste van de rechtmatige graaf Arnulf III van Vlaanderen. Filips kreeg de abdij van Corbie in ruil voor de erkenning van Robrecht als graaf.
- 1072: versterking van de band met Robrecht door een huwelijk met diens stiefdochter Bertha van Holland
- 1076: Filips ontzette de stad Dol die door Willem de Veroveraar werd belegerd
- 1077: vrede met Willem die stopte met zijn pogingen om Bretagne te veroveren
- 1079: Filips stelde het kasteel van Gerberoy ter beschikking van Robert, de opstandige zoon van Willem de Veroveraar
- 1082: Filips annexeerde de Vexin
- 1090: Filips verwierf Bourges in Berry

## Problemen met de kerk
Na 1090 werd Filips' bewind beheerst door zijn huwelijksverwikkelingen en de conflicten met de kerk die daaruit voortkwamen: Filips begeerde Bertrada, de mooie en jonge vijfde vrouw van zijn oude vazal Fulco IV van Anjou. Tegelijk vond Filips dat koningin Bertha dik en onaantrekkelijk was geworden. Dus scheidde hij op 15 mei 1092 van haar en verbande haar van het hof. Daarna trouwde Filips met Bertrada. Bertrada was toen nog niet gescheiden van Fulco.
Niet alle bisschoppen konden dit accepteren en er kwam verzet tegen deze gang van zaken. In 1094 excommuniceerde de aartsbisschop van Lyon het nieuwe paar. Dit werd in 1095 door de paus bevestigd. Onder druk van de excommunicatie verliet Filips Bertrada, waarop de excommunicatie werd opgeheven; Filips en Bertrada gingen echter weer samenwonen en werden opnieuw geëxcommuniceerd. Dit herhaalde zich enkele malen tot 1104. Toen legden Filips en Bertrada een plechtige eed af om te zullen scheiden, en werd de excommunicatie opgeheven. Natuurlijk braken ze hun eed en bleven bij elkaar maar de excommunicatie werd niet opnieuw ingesteld. Als dank gaf Filips tijdens een ontmoeting in Saint-Denis steun aan paus Paschalis II tegen keizer Hendrik V.
Koning Filips I overleed in zijn kasteel in Melun op 29 juli 1108. Hij werd begraven bij het klooster van Saint-Benoît-sur-Loire omdat hij vond dat hij niet waardig was om bij zijn voorvaderen in de kathedraal van Saint-Denis te worden bijgezet.
Hij werd opgevolgd door zijn zoon Lodewijk VI de Dikke.

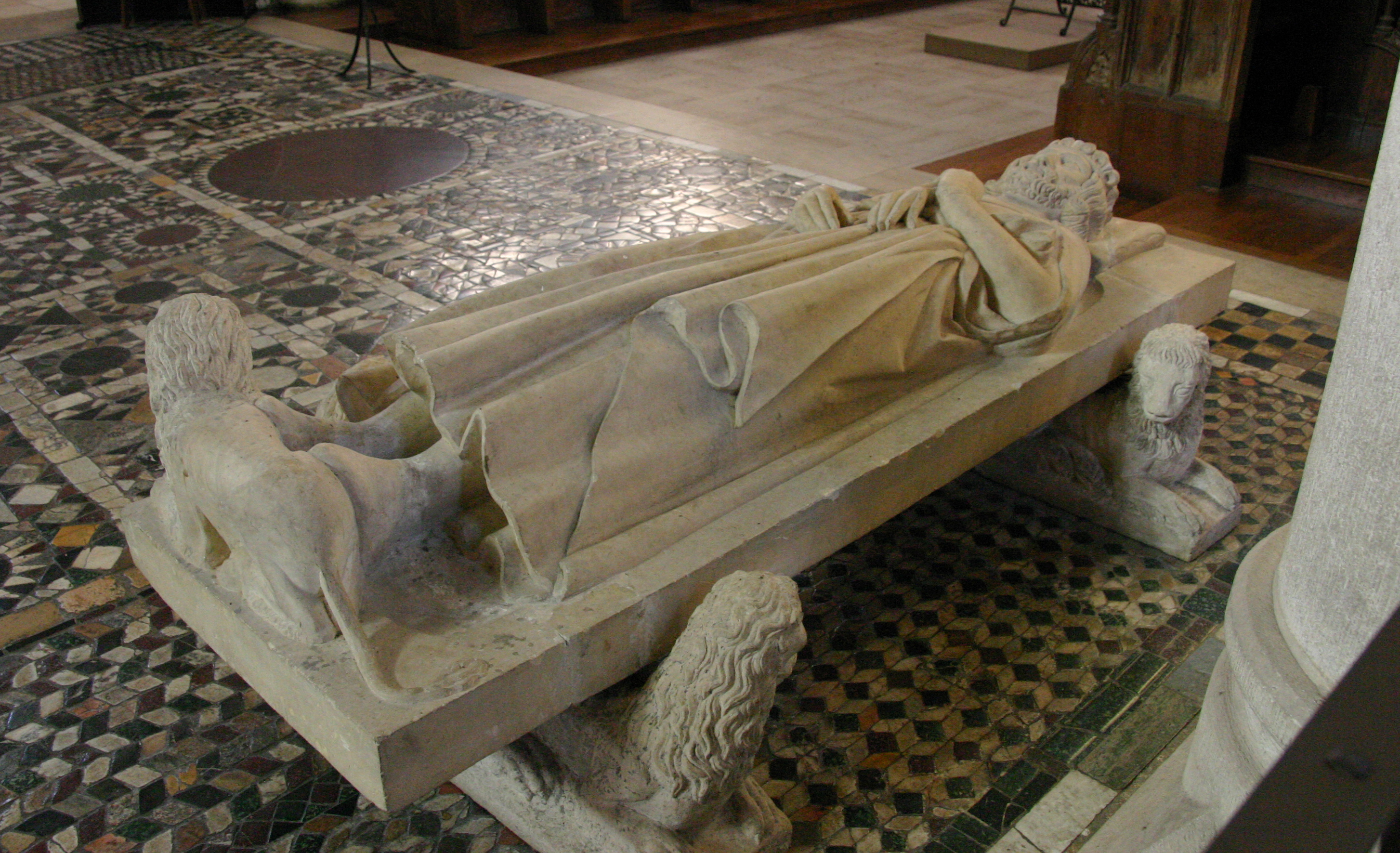
Grafmonument van Filips I
Abdij van Fleury in Saint-Benoît-sur-Loire

## Huwelijken en nakomelingen
Filips zou verloofd zijn geweest met Judith Maria van Zwaben maar dit huwelijk ging om onbekende redenen niet door. Een mogelijk huwelijk met Emma van Sicilië werd ook afgezegd.
Hij trouwde in 1072 met Bertha van Holland, stiefdochter van Robrecht I de Fries, graaf van Vlaanderen en dochter van Floris I van Holland. Zij kregen drie kinderen:
- Constance (1078- 14 september 1126).
- Lodewijk VI (1 december 1081 - 1 augustus 1137), opvolger als koning
- Hendrik (geboren in 1083, jong gestorven)

Filips kreeg met Bertrada drie kinderen:
- Filips (ca. 1093- na 1133), trouwde met Elisabeth, erfdochter van Montlhéry, heer van Mehun-sur-Yèvre en graaf van Mantes; steunde een opstand van zijn oom Amalrik III van Montfort en moest als straf daarvoor zijn kastelen afstaan
- Floris (1095-1118), trouwde met de erfdochter van Nangis, vader van twee dochters
- Cecilia (1097-1145), eerst gehuwd met Tancred, prins van Galilea (oomzegger van Bohemond van Antiochië), later met Pons, graaf van Tripoli. Met Pons kreeg ze twee zoons en een dochter
- Eustatia, gehuwd met Jan van Etampes, stichteres van de abdij van Yerres

Filips had een zoon bij een onbekende minnares: Odo

## Voorouders
| Voorouders van Filips I van Frankrijk (1052-1108) | Voorouders van Filips I van Frankrijk (1052-1108)                         | Voorouders van Filips I van Frankrijk (1052-1108)                         | Voorouders van Filips I van Frankrijk (1052-1108)                         | Voorouders van Filips I van Frankrijk (1052-1108)                         | Voorouders van Filips I van Frankrijk (1052-1108)                    | Voorouders van Filips I van Frankrijk (1052-1108)                    | Voorouders van Filips I van Frankrijk (1052-1108)                    | Voorouders van Filips I van Frankrijk (1052-1108)                    |
| ------------------------------------------------- | ------------------------------------------------------------------------- | ------------------------------------------------------------------------- | ------------------------------------------------------------------------- | ------------------------------------------------------------------------- | -------------------------------------------------------------------- | -------------------------------------------------------------------- | -------------------------------------------------------------------- | -------------------------------------------------------------------- |
| Overgrootouders                                   | Hugo Capet (940-996) ∞ 968 Adelheid van Poitiers (952-1004)               | Hugo Capet (940-996) ∞ 968 Adelheid van Poitiers (952-1004)               | Willem I van Provence (956-993) ∞ 993 Adelheid van Anjou (-1026)          | Willem I van Provence (956-993) ∞ 993 Adelheid van Anjou (-1026)          | Vladimir van Kiev (956–1015) ∞ 977 Rogneda van Polotsk (956-999)     | Vladimir van Kiev (956–1015) ∞ 977 Rogneda van Polotsk (956-999)     | Olaf II van Zweden (970-1022) ∞ Estrid van Mecklenburg (979–1022)    | Olaf II van Zweden (970-1022) ∞ Estrid van Mecklenburg (979–1022)    |
| Grootouders                                       | Robert II van Frankrijk (972-1031) ∞ 1003 Constance van Arles (1086-1034) | Robert II van Frankrijk (972-1031) ∞ 1003 Constance van Arles (1086-1034) | Robert II van Frankrijk (972-1031) ∞ 1003 Constance van Arles (1086-1034) | Robert II van Frankrijk (972-1031) ∞ 1003 Constance van Arles (1086-1034) | Jaroslav de Wijze (978-1054) ∞ 1019 Ingegred van Zweden (1033-1113)  | Jaroslav de Wijze (978-1054) ∞ 1019 Ingegred van Zweden (1033-1113)  | Jaroslav de Wijze (978-1054) ∞ 1019 Ingegred van Zweden (1033-1113)  | Jaroslav de Wijze (978-1054) ∞ 1019 Ingegred van Zweden (1033-1113)  |
| Ouders                                            | Hendrik I van Frankrijk (1008-1060) ∞ 1051 Anna van Kiev (1036-1078)      | Hendrik I van Frankrijk (1008-1060) ∞ 1051 Anna van Kiev (1036-1078)      | Hendrik I van Frankrijk (1008-1060) ∞ 1051 Anna van Kiev (1036-1078)      | Hendrik I van Frankrijk (1008-1060) ∞ 1051 Anna van Kiev (1036-1078)      | Hendrik I van Frankrijk (1008-1060) ∞ 1051 Anna van Kiev (1036-1078) | Hendrik I van Frankrijk (1008-1060) ∞ 1051 Anna van Kiev (1036-1078) | Hendrik I van Frankrijk (1008-1060) ∞ 1051 Anna van Kiev (1036-1078) | Hendrik I van Frankrijk (1008-1060) ∞ 1051 Anna van Kiev (1036-1078) |